# Harissa (Libanon)

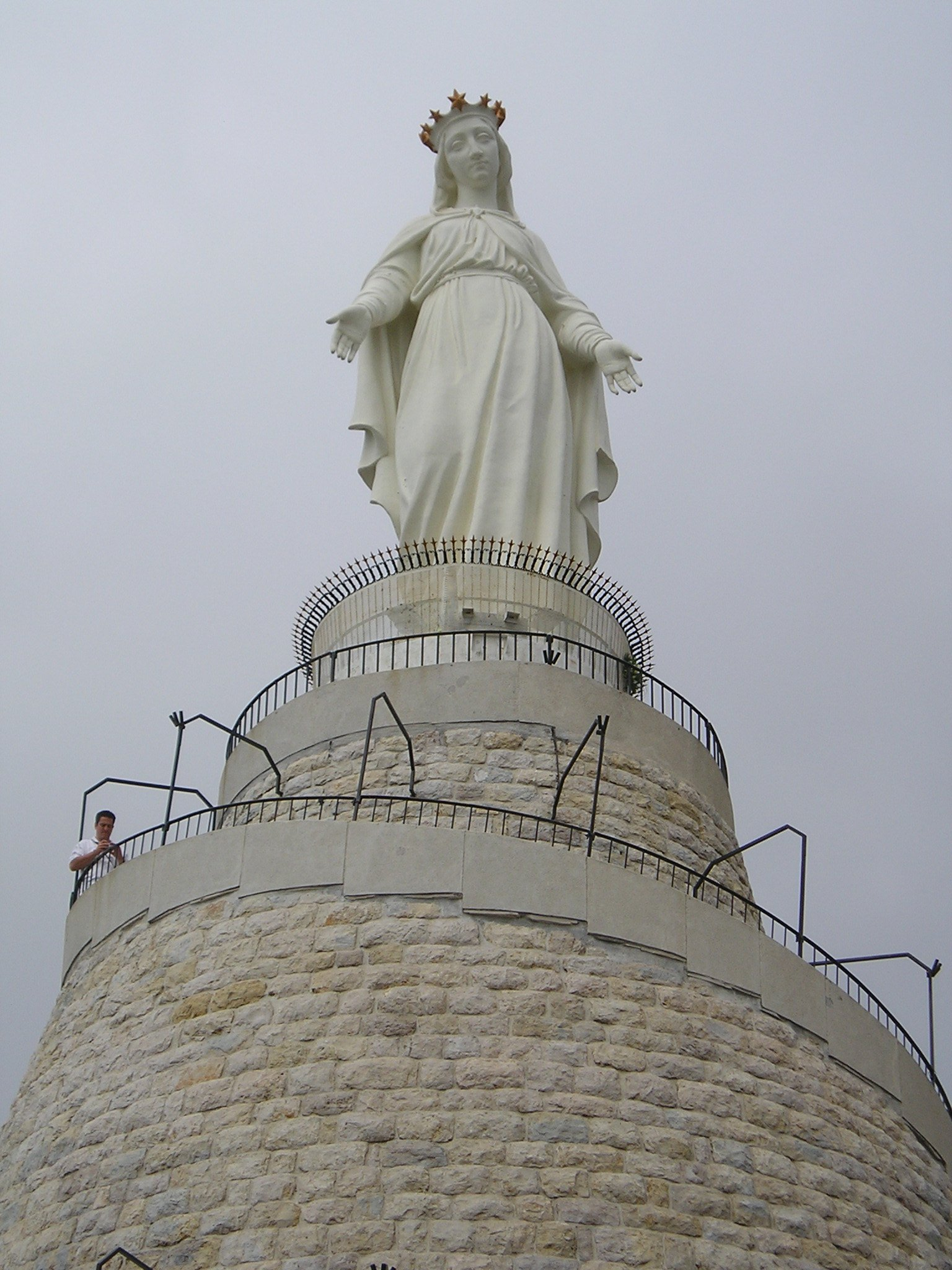
Notre Dame du Liban in Harissa oberhalb der Stadt Jounieh

Harissa ist eine bedeutende christliche Pilgerstätte oberhalb der Stadt Jounieh, nördlich von Beirut. 
Auf dem Berg ist eine 15 Tonnen schwere weiß gefärbte Bronzestatue der Jungfrau Maria aufgestellt (Notre Dame du Liban), die ihre Arme ausstreckt. Sie wurde Ende des 19. Jahrhunderts angefertigt und im Jahre 1908 eingeweiht. 
Unterhalb der Statue befindet sich eine kleine Kapelle. Daneben wurde eine moderne Kathedrale aus Glas und Beton gebaut. Die Kongregation der libanesisch-maronitischen Missionare hat im Wesentlichen die Wallfahrtsstätte in Harissa aufgebaut und betreut die Wallfahrer.
Das Monument liegt in der Nähe des Klosters Bkerke, des Sitzes des Patriarchen der Syrisch-Maronitischen Kirche von Antiochien.
Auf dem Gelände gibt es auch eine Basilika St. Paul der Melkitischen Griechisch-Katholischen Kirche. 
Am 10. Mai 1997 besichtigte Papst Johannes Paul II. den Ort. Am 14. und 16. September 2012 war Harissa Station des Libanon-Besuchs von Papst Benedikt XVI.